# のっぺいうどん
のっぺいうどんは、滋賀県長浜市で食べられている郷土料理で、うどんの一種。

## 概要
しいたけやかまぼこ、湯葉などの具材と、餡を入れてとろみをつけたスープが特徴。餡のおかげで冷めにくく、冬の寒さや琵琶湖から吹く風の冷たさをしのぐために食べられる。
明治時代に、長浜市のうどん屋「うどん・そば吉野」の初代店主が考案したとされる。